# Predrag Šustar
Predrag Šustar, né le 11 mars 1970 à Rijeka, est un universitaire et homme politique croate membre de l'Union démocratique croate (HDZ).
Il est ministre de la Science, de l'Éducation et des Sports entre le 22 janvier et le 19 octobre 2016.